# Дзерук, Бронислав Сильвестрович
Бронислав Сильвестрович Дзерук (20 марта 1916, Ясногорка — 27 апреля 1977, Рига) — советский актёр Рижского театра русской драмы (1946—1977). Заслуженный артист Латвийской ССР (1958).

## Биография
Родился в 1916 году в усадьбе Ясногорка, Полоцкий уезд, Витебская губерния, Российская империя. 
В 1920 году семья оказалась на части губернии отошедшей буржуазной Латвии. Согласно советским документам по национальности белорусс.
Из семьи батрака. Учился в школе в Даугавпилсе, но трудовую жизнь начал рано, во время летних каникул на протяжении семи лет работал пастухом, после окончания школы работал грузчиком и рабочим на каменоломнях и кирпичных заводах в Калнциемсе.
В 1940 году с установлением советской власти в Латвии поступил работать в Даугавпилсскую уездную милицию, а с началом Великой Отечественной войны в августе 1941 года добровольцем вступил в РККА, уйдя на фронт в составе 201-й латышской стрелковой дивизии. Служил командиром отделения стрелковой роты, сержант, участвовал в боях под Москвой и Старой Руссой.
Был замечен командиром полка за декламацией стихов и зачислен в самодеятельность полка, а затем фронтовой ансамбль уже ставшей 43-й гвардейской Латышской стрелковой Рижской дивизии: выступал как артист-чтец, читал и сам сочинял стихи и злободневные фронтовые частушки, на трех языках — русском, белорусском, литовском. В наградном листе на Орден Красной Звезды первым делом отмечена популярность у бойцов дивизии декламирование им стихоотворения «Убей его!» К. Симонова, а также его авторских юмористических скетчей.
Награждён Орденом Красной Звезды (1944), медалями «За боевые заслуги» (1943), «За оборону Москвы» (1944), Медаль «За победу над Германией» (1945).
После войны поступил в театральную студию при Рижском театре русской драмы, уже через год был принят актёром в этот театр, и прослужил в нём следующие 30 лет, до конца своей жизни.
В 1958 году присвоено звание Заслуженный артист Латвийской ССР.
Обладая огромной работоспособностью был одним из ведущих актёров театра, создав галерею ярких сценических образов русской и латышской драматургии в разных жанрах — от трагедии до комедии.
Работая в театре оставался верен своему первоначальному таланту в искусстве чтеца-декламатора, выступал с концертами, участвовал в конкурсах, так на конкурсе, посвященном 100-летию Яниса Райниса в 1965 году, был признан лучшим в Литовской ССР декламатором стихов, причем читал на пяти языках: русском, латышском, немецком, белорусском и польском.
Был многолетним членом президиума Театрального общества Латвии, являлся энергичным организатором и участником шефской работы коллектива театра, как чтец неутомимо пропагандировал латышскую и советскую поэзию; за широкую общественную деятельность был награжден орденом «Знак Почёта».
Несмотря на тяжелую болезнь до последних дней продолжал работать в театре.
Умер в 1977 году, похоронен на кладбище Райниса в Риге.